# Teownik

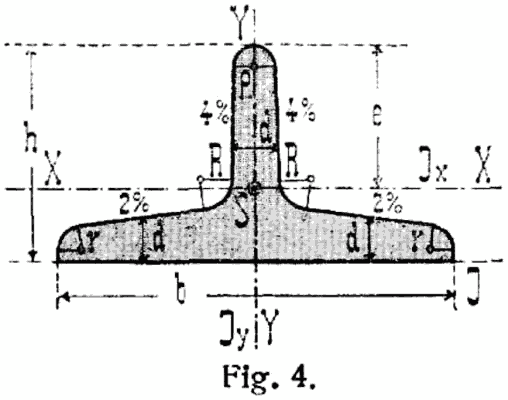
Teownik

Teownik – rodzaj kształtownika o przekroju poprzecznym zbliżonym do litery T. Z teowników wykonywane są elementy konstrukcji maszyn, budowli i tym podobne.